# Alejandro Arenas
Alejandro Arenas Ramírez (San José, Costa Rica, 20 de mayo de 2005) es un futbolista costarricense que juega como defensa central en las categorías inferiores de la L. D. Alajuelense de la Primera División de Costa Rica.

## Selección nacional

### Categorías inferiores
El 10 de julio de 2024, se oficializó su convocatoria por el director técnico Cristian Vella para la selección de Costa Rica sub-20 para disputar el Campeonato Sub-20 de la Concacaf de 2024. El 19 de julio, Arenas se mantuvo en el banco de suplencia contra Cuba en el empate 1-1. El 22 de julio, se mantuvo como suplente contra Jamaica en la victoria 0-3. El 26 de julio, debutó en la competición Contra Estados Unidos, dándose su ingreso al inicio de la parte complementaria por la derrota 1-0, quedando en la segunda posición de la tabla de posiciones, logrando avanzar a la siguiente fase de cuartos de final. El 31 de julio, se enfrentó contra México, disputando la totalidad de minutos por la derrota 2-1, siendo eliminados de la competición, sin obtener la clasificación a la Copa Mundial 2025.

#### Participaciones internacionales
| Competición                              | Sede   | Resultado        | Partidos | Goles |
| ---------------------------------------- | ------ | ---------------- | -------- | ----- |
| Campeonato Sub-20 de la Concacaf de 2024 | México | Cuartos de final | 2        | 0     |